# ویلامپاروکو
ویلامپاروکو (به لاتین: Villamparuku) یک منطقهٔ مسکونی در سری‌لانکا است که در استان شمالی (سری‌لانکا) واقع شده‌است.